# Misantrophe
Misantrophe war eine deutsche Band aus Wetzlar, die 1990 von Karsten Dittrich und Daniel Scharf gegründet wurde.

## Geschichte
Die Band ging aus dem Vorgängerprojekt Die Schöpfer hervor. 1992 erschien das Demo-Tape Dismail von Misantrophe in Eigenregie. Ein Jahr später wurde das Tape von der Plattenfirma Alice in... vertrieben und bekam in den Musikzeitschriften überwiegend positiven Zuspruch. Auf zwei Stücken fungierte Stefan Fiedler als Gastsänger. In der Folge erschienen drei Alben bzw. Doppel-Alben. Titel wie Nekrophil, Soldaten im Herbst und Verfall sowie die Beteiligung an einer Vielzahl von Kompilationen machten Misantrophe einer breiteren Öffentlichkeit bekannt. Das 1998 veröffentlichte Album Als das Denken den Menschen erbrach… stellte die letzte Veröffentlichung der Gruppe dar, die seitdem nicht mehr in Erscheinung getreten ist. Daniel Scharf betreibt noch das Solo-Projekt Avalist, das 1995 eine EP veröffentlicht hatte und 2016 ein Album auf den Markt brachte.

## Stil
Misantrophe wurden häufig mit Goethes Erben und Relatives Menschsein verglichen und galten infolge ihrer deutschsprachigen Texte und ihrer von Neoklassik und Electro Wave inspirierten Musik als essentieller Bestandteil der Neuen Deutschen Todeskunst. Selbst gaben Misantrophe als Absicht hinter ihrer Musik an, „den Hörer in ihre verwirrte Gedankenwelt zu geleiten und zum Denken zu bewegen.“

## Diskografie
- 1992: Dismail (in Eigenregie, später wiederveröffentlicht von Alice in...)
- 1994: Der Tod zerfraß die Kindlichkeit … (CD, Alice in...)
- 1995: Der Schädel des Denkers (Doppel-CD, Alice in...)
- 1998: Als das Denken den Menschen erbrach... (Doppel-CD, Alice in...)